# Битимбаев, Марат Жакупович
Марат Жакупович Битимбаев (18.08.1940) — учёный, педагог, доктор технических наук, профессор, общественный деятель, академик Академии минеральных ресурсов Республики Казахстан и Международной академии минеральных ресурсов, академик Инженерной академии Республики Казахстан и Международной инженерной академии Республики Казахстан.

## Биография
Родился 18 августа 1940 года в городе Зайсан Восточно-Казахстанской области.
В 1962 году окончил Казахский политехнический институт.
В 1975 году защитил диссертацию на соискание ученой степени кандидата технических наук (тема диссертации «Установление оптимальных соотношений погрузочно-доставочных комплексов и технологических схем их применения при разработке месторождений с использованием самоходного оборудования (на примере Миргалимсайского месторождения)».
В 1977 году за выдающийся уровень проектирования и строительство рудника «Глубокий» в сложных гидрогеологических условиях с притоками воды в подземных горных выработках до 20-25 тыс. /час на глубине 500—800 м с применением передовой техники и технологии ему присуждена премия Совета Министров СССР.
В 1994 году защитил диссертацию на соискание ученой степени доктора технических наук (тема диссертации «Технология выемки руды из целиков при повторной разработке обширных пластообразных рудных залежей с устойчивой кровлей»).
В 2014 году избран Почетным профессором КазНИТУ им. К. И. Сатпаева

## Трудовая деятельность
• 1984—1986 — главный инженер и директор Иртышского полиметаллического комбината
• 1986—1987 — начальник Южно-Казахстанского округа Госгортехнадзора Казахской ССР
• 1987—1989 — начальник шахтостроительного управления
• 1989- директор Ачисайского полиметаллического комбината
• 1991—1994 — заместитель Министра индустрии Республики Казахстан
• 1994—1997 — заместитель министра геологии и охраны недр Республики Казахстан
• 1997—1999 — генеральный менеджер «Казатомпром» АО НАК
• 1999—2002 — директор Института горного дела им. Д. А. Кунаева
• 2005—2005 — заместитель генерального директора ТОО «Юбилейное», ТОО «Шалкия Цинк»
• С 2005 года генеральный директор и член совета"Invest Data" , Эксперт ТОО «Корпорация Казахмыс»

## Научная деятельность
Автор 174 научных работ, в том числе 155 научных статей, 16 монографий, 3 учебников для вузов.
• Книги:
• Битимбаев, М. Ж. Технология выемки руды из целиков при повторной разработке обширных пластообразных рудных залежей с устойчивой кровлей [Текст] : автореферат диссертации / М. Ж. Битимбаев. — Алматы, 1994. — 34 с.
• Битимбаев, М. Ж. Технология выемки руды из целиков при повторной разработке обширных пластообразных рудных залежей с устойчивой кровлей[Текст]: диссертация доктора технических наук / М. Ж. Битимбаев; Институт горного дела им. Д. А. Кунаева; науч. конс. Е. И. Рогов.- Алматы, 1994.- 311 с.
• Битимбаев, М. Ж. Формирование рациональной структуры промышленности и проблемы инвестиционного обеспечения[Текст] / М. Ж. Битимбаев. — Алматы: Ғылым, 1994. — 202с.
• Битимбаев, М. Ж. Сокращение потерь руды при подземной разработке месторождений[Текст] / М. Ж. Битимбаев. — Алматы: Ғылым, 1994. — 215с.
• Книги, вышедшие в соавторстве:
• Битимбаев, М. Ж. Основы горного дела[Текст]: учебник / М. Ж. Битимбаев,Т. Кабетенов; Ассоциация высших учебных заведений РК.- Алматы, 2011.- 396 с.
• Битимбаев, М. Ж. Теория и практика закладочных работ при разработке месторождений полезных ископаемых [Текст] : учебник / М. Ж. Битимбаев, Л. А. Крупник. — Алматы, 2012. — 600 с.
• Битимбаев, М. Ж. Взрывное дело [Текст] : учебник / М. Ж. Битимбаев, Ю. Н. Шапошник, Л. А. Крупник; Ассоциация вузов РК. — Алматы : Print-S, 2012. — 822 c.
• Публикации М. Ж. Битимбаева в периодических изданиях и сборниках:
• Битимбаев, М. Ж. Феномен личности Президента — залог стабильности и процветания Казахстана [Текст] / М. Ж. Битимбаев // Горный журнал Казахстана. — 2010. — № 6. — С. 7-8.
• Битимбаев М. Ж. Перспективы развития цветной металлургии Казахстана в свете выполнения Государственной программы форсированного индустриально-инновационного развития [Текст] / М. Ж. Битимбаев // Горный журнал Казахстана . — 2010. — № 7. — С. 12-15.
• Битимбаев, М. Ж. Электросорбционная технология извлечения золота из сульфидных руд [Текст] / М. Ж. Битимбаев // Научно-техническое обеспечение горного производства. Т.79. / под общ.ред. С. Ж. Галиева.- Алматы, 2010.- С.115-121.
• Битимбаев, М. Ж. Развитие горно-металлургической отрасли в свете выполнения программы стратегического развития Республики Казахстан до 2020 года[Текст] / М. Ж. Битимбаев // ҚР Ұлттық инженерлiк академиясының хабаршысы = Вестник Национальной инженерной академии РК.- 2011.- № 3.- С.67-73.
• Битимбаев, М. Ж. Горнометаллургический комплекс Казахстана в XXI веке: направления развития, проблемы и возможности [Текст] / М. Ж. Битимбаев // Горный журнал Казахстана. — 2011. — № 12. — С. 20-24.
• Битимбаев, М. Ж. Время уходит — память остается [Текст] : к 100-летию со дня рождения горного инженера, профессора О.Байконурова / М. Битимбаев// Класс Time.- 2012 . — 12 сентября. — С. 6.
• Битимбаев, М. Ж. Инновационные предпроектные и проектные решения по разработке некоторых медных месторождений Казахстана [Текст] / М. Ж. Битимбаев// Горный журнал Казахстана.- 2012. — № 11. — С. 4-8.
• Битимбаев, М. Ж. Расчет цементации опорных и охранных целиков при инновационной технологии извлечения меди [Текст] / М. Ж. Битимбаев// ҚРҰлттық инженерлiк академиясының хабаршысы = Вестник Национальной инженерной академии РК.- 2013.
• Битимбаев, М. Ж. Применение в качестве подъемной машины карьерных экскаваторов при контейнерной технологии [Текст] / М. Ж. Битимбаев // ҚР Ұлттық инженерлiк академиясының хабаршысы = Вестник Национальной инженерной академии РК.- 2015.- № 3.- С. 56-63.

## Семья
Отец: Битимбаев Жакуп. Мать: Битимбаева Шарипжамал. Жена: Джайлаубаева Кульхан Махамбетовна
Дети: Сауле (1963 г.р.), Майра (1968 г.р.), Зауре (1979 г.р.)
Внуки: Айгерим (1989 г.р.), Айнура (1991 г.р.), Даурен (1999 г.р.), Инара (1999 г.р.), Эмир (2013 г.р.)

## Награды и звания
1. Доктор технических наук (1994)
2. Профессор (1995)
3. Академик Международной инженерной академии (2000)
4. Орден «Знак Почета» (1981)
5. Медаль «За доблестный труд, в ознаменование 100-летия со дня рождения В. И. Ленина» (1970)
6. Почетная Грамота Верховного Совета Казахской ССР (1977)
7. Премия Совета Министров СССР (1977)
8. Медаль «Ветеран труда» (1990)
9. Медаль «10 лет независимости Республики Казахстан» (2001)
10. Премия и золотая медаль имени акад. У. Джолдасбекова (2005)
11. Орден «Құрмет» (2006)
12. Премия и золотая медаль имени акад. Ш. Есенова (2007)
13. Орден «Инженерная Слава» (высшая награда Высшего инженерного Совета Российской Федерации 2010)
14. Почетный знак «Шахтерская слава» 1-й, 2-й, 3-й степеней (полный кавалер 1992,2000,2006)
15. Почетный гражданин г. Кентау (2005)
16. Почетный гражданин Зайсанского района (2009)